# フィリピの信徒への手紙
『フィリピの信徒への手紙』（フィリピのしんとへのてがみ）は新約聖書中の一書で使徒パウロがフィリピ（ピリッポイ）のキリスト者共同体にあてた書簡。『フィリピ人への手紙』『フィリピ書』『ピリピ人への手紙』『ピリピ書』また脚注などでは、とりわけ章節を伴う出典参照において、しばしば「フィリ」「フィリピ」等と略記される。

## 著者
『フィリピの信徒への手紙』（以下『フィリピ書』）の著者がパウロであるということについては古代以来、現代の聖書学者にいたるまで一貫して広く受け入れられている。ただ2:5-11の部分のみは後代の加筆であろうと考えられているが、聖書学者によってはこの部分は初代教会で用いられていた賛歌をパウロが引用したとも考えている。伝承では、パウロがこの手紙を書いたのは紀元61年の終わりから62年のはじめにかけてローマで獄中にあった時期であったとされてきた。
彼がこの手紙を書いたとき、パウロはローマ皇帝護衛隊のもとに拘禁された囚人だったが、彼の周囲ではかなり大々的なクリスチャン活動がなされていた。彼は、カエサルの家の信徒たちからのあいさつのことばでこの手紙を結んでいる。こうした点を総合して、この手紙はローマで書かれたと判断できる。（注１）

## 執筆の背景
『使徒行伝』によればフィリピの教会はヨーロッパで最初に創設されたキリスト者の共同体であり、しかもパウロの宣教に由来するものであった（『使徒言行録』16:11-40）。そういう意味でパウロはフィリピの共同体に非常に強い愛着を抱いていたことがうかがえる。フィリピの信徒たちは（パウロを非難するものも見られた）他の共同体と異なり、全員が物心両面でパウロをバックアップしていた（『使徒言行録』20:33-35、『コリントの信徒への手紙二』（以下二コリ）11:7-12:2、『テサロニケの信徒への手紙二』3:8参照）。
フィリピの信徒たちの寛大さはパウロにとって喜びの源であった（フィリピ4:15）。20世紀初頭に活躍した聖書学者ムール (Handley Carr Glyn Moule) は、
| 「 | 二コリ8章および9章にあるパウロのマケドニア宣教において、異教徒から改宗したフィリピの信徒たちの惜しみない協力ぶりは際立っている。彼らは決して裕福ではなかったが、寛大であった。逆説的だが、今においても裕福な人々より貧しい人々のほうが寛大さを示すことはよくみられることである。 | 」 |

と言っている。

## 歴史的背景
フィリピの信徒はパウロの必要としていたものを集めてエパフロディトゥスに託した。パウロはそれを受け取り、この手紙を彼に託してフィリピへ帰した。19世紀イギリスの聖書学者ジョセフ・ビート (Joseph Agar Beet) は
| 「 | この手紙を受け取ったとき、フィリピの人々がどのような反応を示したか、わたしたちはうかがい知ることができない。残念ながらフィリピの教会そのものが現代では残っていない。わたしたちが今見ることができるのは、かつて栄え、使徒たちが愛した共同体があったローマの植民都市の廃墟が、牧草地の中にうずもれている風景だけである。しかしフィリピの信徒たちの情熱と名声はこの手紙によって永遠のものとなった。ローマの牢獄の中で書かれた一通の手紙は時代と文化を超えて読む人々に苦しい生活の中の光として輝き続けている。 | 」 |

とコメントしている。

## 内容
この手紙からは当時のローマのキリスト教共同体の様子がうかがえる。パウロにとって獄中にあることは福音を伝えることの妨げにならず、むしろ情熱を燃え立たせることになった。パウロを監視していたローマ兵たちはその感化を受け、ローマのキリスト教徒たちも増えていった。当時のローマでキリスト教が急成長を遂げていたことが文面から読みとれる。
パウロは自らの苦難のなかで神を賛美し、また同じく周囲の無理解と迫害、さらに教義上の対立にさらされるフィリピの共同体を慮り、彼らを励まし、キリストの再臨を待ち望むことを勧める。
本書簡に見られる神学的内容は『ローマの信徒への手紙』に近い。フィリピ3:20と『エフェソの信徒への手紙』（以下『エフェソ書』）2:12および19を比較してほしい。「キリストの栄光」という表現も『フィリピ書』2:5-11と『エフェソ書』1:17-23、および『コリントの信徒への手紙一』1:15-20も参照のこと。